# Glaciar Christensen (Georgias del Sur)
Glaciar Christensen (en inglés: Christensen Glacier) es un glaciar de 7,5 kilómetros (4 millas náuticas) de largo, que fluye hacia el sur en la parte oriental de la Bahía Newark en la costa sur de Georgia del Sur. Fue examinado por la South Georgia Survey en el período 1951-1957, y nombrado por el Comité de topónimos Reino Unido Antártico para Chr. Fred. Christensen, arquitecto naval noruego que, en cooperación con el armador HG Melsom, primero soluciona los problemas prácticos de la construcción de una grada en un buque factoría de la ballena mediante la conversión de la punción en 1925; también hizo importantes mejoras en la maquinaria para el tratamiento y la extracción Aceite de ballena.